# كوستاس تسيميكاس
كوستاس تسيميكاس (باليونانية: Κώστας Τσιμίκας؛ مواليد 12 مايو 1996) هو لاعب كرة قدم يوناني يلعب في مركز الظهير الأيسر مع نادي ليفربول في الدوري الإنجليزي الممتاز و‌منتخب اليونان.

## مسيرته الكروية

### مسيرة مبكرة
ولد تيميكاس في ثيسالونيكي، وينحدر من قرية ليفكوناس، سيرس.
بدأ حياته المهنية من الفريق المحلي في قريته وانتقل إلى فريق نيابولي سالونيك عندما كان يبلغ من العمر 14 عامًا. في عام 2013، انتقل إلى نادي بانسيريكوس وسجل 5 أهداف خلال موسم 2013-14 في فريق غاما إيثنيكي.

### أوليمبياكوس
إنضم تيميكاس إلى نادي أوليمبياكوس وظهر لأول مرة في الدوري اليوناني في مباراة ضد نادي كالوني في 19 ديسمبر 2015.

#### إعارة إلى إيسبيرغ
في 28 ديسمبر 2016، وقع تيميكاس مع نادي إيسبيرغ الدنماركي على سبيل الإعارة حتى نهاية موسم 2016-2017.
في 17 فبراير 2017، في أول ظهور له مع النادي، سجل هدفًا في مباراة الفوز 3-0 على أرضه ضد نادي سوندرييسكه. غادر تيميكاس النادي بعد 13 مباراة، وعاد إلى نادي أولمبياكوس.

#### إعارة إلى نادي فيليم تو تيلبورغ
في 30 يونيو 2017، قدم تيميكاس انتقالًا آخر على سبيل الإعارة، هذه المرة إلى النادي فيليم تو تيلبورغ الهولندي بموجب عقد لمدة موسم كامل.
لعب دورًا أساسيًا في بطولة الدوري الهولندي الممتاز، حيث بدأ 32 مباراة من أصل 34 مباراة، وسجل أهدافًا أيضًا. في الدور الربع النهائي من بطولة كأس هولندا، أدت ركلته الحرة إلى التعادل في وقت إضافي، وفاز نادي فيليم الثاني على نادي رودا كيركراده في ضربات الجزاء.
سجل تيميكاس هدفًا بضربة مقصية حيث تم التصويت لهدفه المذهل حيث كان في مباراة الفوز 3-2 على نادي أوترخت بواسطة مجلةVoetbal International لجائزة هدف الشهر، وساهم في حصوله على لقب أفضل لاعب في الدوري الهولندي للشهر في مارس 2018.

#### العودة إلى أوليمبياكوس
إحتفظ المدير الفني للنادي بيدرو مارتينز يتسيميكاس في أولمبياكوس حيث كان تيميكاس مع النادي في موسم 2018–19. 
في نوفمبر 2018، مرر لهدف كوستاس فورتونيس الأول في الهزيمة 5-1 ضد نادي إف 91 دوديلانج في بطولة الدوري الأوروبي في مرحلة المجموعات؛  حيث تم اختيار كلا اللاعبين في فريق الأسبوع في الدوري الأوروبي.
في أواخر عام 2018، لم يلعب العديد من المباريات كأساسي، لكنه عُرض عليه عرضًا جديدًا، حيث كان بقاء تسيميكاس في النادي حتى صيف 2023.

### ليفربول
في 11 أغسطس 2020، وقع تيميكاس لصالح نادي ليفربول في صفقة مقابل 11.75 مليون جنيه إسترليني. أصبح ثاني لاعب كرة قدم يوناني يصبح لاعبًا في صفوف نادي ليفربول بعد سوتيريوس كيرغياكوس الذي انضم إلى الفريق قادمًا من نادي أيك أثينا في عام 2009.
ظهر لأول مرة مع ليفربول في بطولة كأس الرابطة الإنجليزية في 24 سبتمبر 2020، ضد نادي لينكولن سيتي في مباراة إنتهت بالفوز 7-2.
ظهر لأول مرة في الدوري الإنجليزي الممتاز كبديل للاعب أندرو روبرتسون ضد نادي مانشستر سيتي في خسارة 4-1. كان الظهور التالي لتسيميكاس ضد نادي بيرنلي في 19 مايو 2021.
في 14 أغسطس 2021، بدأ أول مباراة له في الدوري في الفوز 3-0 خارج أرضه ضد نادي نورويتش سيتي في مباراة الافتتاحية ل‍موسم 2021–22.
تبع ذلك بأداء عالي منه حيث حصل على رجل المباراة في 21 أغسطس، حيث صنع هدف لزميله ديوغو جوتا في الفوز 2-0 على نادي بيرنلي.

## روابط خارجية
- كوستاس تسيميكاس على موقع الاتحاد الدولي (مؤرشف)  (الإنجليزية)
- كوستاس تسيميكاس على موقع الاتحاد الأوربي (الإنجليزية)
- كوستاس تسيميكاس على موقع إي إس بي إن إف سي (الإنجليزية)
- كوستاس تسيميكاس على موقع قاعدة بيانات كرة القدم.إي يو (الإنجليزية)
- كوستاس تسيميكاس على موقع ليكيب (الفرنسية)
- كوستاس تسيميكاس على موقع ناشيونال فوتبول تيمز (الإنجليزية)
- كوستاس تسيميكاس على موقع Soccerbase.com (لاعب) (الإنجليزية)
- كوستاس تسيميكاس على موقع Soccerway.com (الإنجليزية)
- كوستاس تسيميكاس على موقع عالم كرة القدم.نت (الإنجليزية)
- كوستاس تسيميكاس على موقع AS.com (الإسبانية)